# Das Mädchen Rosemarie (Musical)
Das Mädchen Rosemarie ist ein deutsches Musical aus dem Jahr 2004. Es erzählt die Geschichte von Rosemarie Nitribitt, die in den 1950er Jahren Deutschlands berühmteste Edelprostituierte war.

## Überblick
Uraufführung feierte das Musical am 21. Januar 2004 im Düsseldorfer Capitol Theater und spielte bis zum 2. Mai des gleichen Jahres.
Erzählt wird die Geschichte von Deutschlands berühmtester Edelprostituierten, Rosemarie Nitribitt, die Ende der 50er Jahre prominenten Politikern und Wirtschaftsbossen reihenweise den Kopf verdrehte. Ihr schillerndes Leben erregte Aufsehen, ihr rätselhafter Tod beherrschte wochenlang die Schlagzeilen der Medien. Doch Rosemaries Mörder wurde nie gefasst, der mysteriöse Mordfall nie aufgedeckt.
Der Gesellschaftsskandal der Nachkriegszeit fand 2004 als Musical erstmals seinen Weg auf die Theaterbühne. Das Buch zu der dramatischen Geschichte wurde speziell für die Musical-Bühne geschrieben. Auch die Musik wurde eigens für die Uraufführung komponiert und ließ die unbeschwerten Rhythmen der fünfziger Jahre wieder auferstehen. Das Mädchen Rosemarie ist eine Eigeninszenierung des Capitol Theaters Düsseldorf und orientiert sich an Motiven des Romans von Erich Kuby. Produziert wurde das Musical von Thomas Krauth und Andrea Friedrichs, die Bühnen- und Aufführungsrechte liegen bei der Th. Krauth GmbH in Düsseldorf.
Anna Montanaro, Musical-Größe mit internationaler Erfahrung, verkörperte die „Rosemarie Nitribitt“, während der Theater- und Filmschauspieler Bernhard Bettermann den Industriellen „Konrad Hartog“ gab.
Aufführung unter anderer Regie in Paderborn:
Zwei Jahre nach der Uraufführung kam die Musiktheater-Produktion 2006 in den Kammerspielen Paderborn unter der Regie von Helga Wolf mit einem anderen Ensemble erneut zur Aufführung. (Premiere: 27. April 2006, Dernière: 28. Mai 2006)

## Handlung
Frankfurt am Main in den 50er Jahren: Rosemarie Nitribitt wächst am Rande der Wohlstandsgesellschaft in ärmlichen Verhältnissen auf und träumt von einem luxuriösen Leben. Schon in jungen Jahren beginnt sie, als Prostituierte zu arbeiten. So lernt sie den reichen Industriellen Konrad Hartog kennen und verliebt sich in ihn. Schnell erliegt der verheiratete Mann Rosemaries Verführungskünsten und verschafft ihr den Zugang zu den oberen Zehntausend. Es scheint, als habe Rosemarie ihr Ziel erreicht … Kurze Zeit später begegnet sie Alfons Bruster, einem Geschäftspartner Konrad Hartogs, der bald zu einem weiteren zahlungskräftigen „Kunden“ wird. Als Hartog herausfindet, dass er nicht Rosemaries einziger Liebhaber ist, beendet er eifersüchtig die Affäre. Neben den regelmäßigen Treffen mit Bruster verabredet sich Rosemarie jetzt auch mit dessen Bekannten Bernhard Schmitt. Dieser bietet ihr einen lukrativen Handel an: Er überredet Rosemarie, seine Geschäftspartner in ihrer Wohnung zu empfangen, ihnen interne Informationen zu entlocken und diese Gespräche heimlich aufzuzeichnen. Doch nach und nach erkennt Rosemarie, wie gefährlich das Spiel ist, mit dem sie ihr exklusives Leben finanziert …

### Erster Akt
Frankfurt am Main im Jahre 1957: Eine Trauer-Prozession beklagt den Tod einer blutjungen, stadtbekannten Edelprostituierten: Rosemarie Nitribitt. Die 24-Jährige wurde ermordet!
Doch zunächst ein Blick auf den Beginn dieser Geschichte, die solch ein tragisches Ende nahm: Rosemarie Nitribitt, ein Mädchen aus einfachen Verhältnissen, träumt von einem Leben in Glanz und Glamour im Stil der oberen Zehntausend. Als Prostituierte verkauft sie ihren Körper und versucht auf diese Weise, ein kleines Stück vom großen Kuchen des Wohlstands zu ergattern. Zu ihren Kunden zählt auch der Industrielle Konrad Hartog, der mit Stil, Manieren und einem gut gefüllten Portemonnaie eher eine Ausnahme innerhalb Rosemaries Kundenkreis darstellt. Die junge Frau verliebt sich in Hartog – er ist der Mann, auf den sie ihr Leben lang gewartet hat: gutaussehend, charmant und vor allem wohlhabend. Und auch Hartog ist vor großen Gefühlen nicht gefeit: Schnell erliegt der verheiratete Mann Rosemaries Verführungskünsten und empfindet mehr für sie, als ihm lieb ist. Selbst die Warnung seiner heißgeliebten Schwester Marga – die eine komplizierte Verwicklung für ihren Bruder befürchtet – kann Hartog nicht davon abhalten, die heimliche Beziehung zu dem Callgirl weiterzuführen.
Als Rosemarie eines Tages von ihren Kolleginnen Elli und Lilli vor die Tür der gemeinsamen Wohnung gesetzt wird, lässt sie sich von ihrem reichen Liebhaber ihre erste „eigene“ Wohnung finanzieren. Doch die unvermeidlichen Schwierigkeiten ziehen schnell als dunkle Wolken am Horizont auf: Rosemarie darf Hartog nicht zu einem Fest der vornehmen Gesellschaft begleiten – äußerst enttäuscht, fährt sie ihm heimlich nach und trifft auf ebendiesem Fest zufällig Hartogs Geschäftspartner Alfons Bruster. Dieser erkennt sie sofort als „leichtes Mädchen“ und verabredet sich mit ihr. Als Hartog später in Rosemaries Notizbuch die Einträge der Treffen mit einem mysteriösen Unbekannten entdeckt, ist er in seinem Stolz verletzt und will sie verlassen. Gekränkt schwört sich Rosemarie, nie wieder Gefühle für einen Mann zu zeigen und beschließt, Männer künftig eiskalt für ihre Zwecke zu benutzen, um an deren Wohlstand teilzuhaben. Als Abschiedsgeschenk fordert sie von Hartog dessen schwarzen Mercedes SL – das Statussymbol schlechthin.

### Zweiter Akt
Rosemaries neues Lebenskonzept geht auf: Bruster verhilft ihr zu einem luxuriösen Appartement in der Frankfurter Innenstadt, wo sie auf hohem Niveau ihre ebenso hochgestellten Kunden aus Politik und Wirtschaft empfängt. Neben den regelmäßigen Treffen mit Bruster verabredet sie sich außerdem mit dessen Bekannten Bernhard Schmitt. Dieser überredet Rosemarie, sich mit seinen Geschäftspartnern in ihrer Wohnung zu treffen, ihnen interne Informationen zu entlocken und diese Gespräche heimlich aufzuzeichnen. Als Tarnung begibt sie sich weiterhin mit ihrem inzwischen stadtbekannten Mercedes auf Freiersuche – doch in erster Linie verdient sie ihr Geld mit der Bespitzelung von Schmitts „Geschäftsfreunden“. Der Plan funktioniert: Schmitt schickt ihr regelmäßig neue Kunden und Rosemarie genießt ein Leben in Luxus.
Plötzlich kommt Brisantes ans Tageslicht: Schmitt und Bruster erfahren, dass ihr Geschäftspartner Hartog als Einziger von der Regierung die Zusage für einen weitreichenden Auftrag erhalten hat. Um Hartog auszuspionieren, entwickelt Bruster den Plan, Rosemarie als Lockvogel einzusetzen. Er organisiert ein zufälliges Treffen zwischen den beiden und vertraut darauf, dass Hartogs Interesse an der verführerischen Frau wieder aufflammt. Und tatsächlich: Der ehemalige Liebhaber taucht erneut in ihrer Wohnung auf.
Rosemarie schneidet die Gespräche bei Hartogs regelmäßigen Besuchen mit und leitet die Tonbandaufnahmen an Schmitt weiter, der mit ihrer Arbeit äußerst zufrieden ist. Doch eines Tages ist plötzlich der Geheimdienst Rosemarie und ihren Machenschaften auf der Spur. Die Lage spitzt sich zu.
Langsam ahnt Rosemarie, in welcher Gefahr sie sich befindet. Ihr wird nach und nach bewusst, wie gefährlich das Spiel ist, mit dem sie ihr luxuriöses Leben finanziert. Schließlich versucht sie, die Ereignisse in eine für sie vorteilhafte Richtung zu wenden. Ihr verzweifeltes Mittel: Erpressung. Sie selbst hat unbemerkt Tonbandaufzeichnungen erstellt, mit denen sie ihre Kunden, die Wirtschaftsbosse, nun unter Druck setzt und gegeneinander ausspielt. Doch in Wirklichkeit will sie nur eins: Konrad Hartogs Liebe. Voller Verzweiflung stellt sie ihre Bedingung: „Ich will Konrad Hartog. Du lässt dich scheiden und heiratest mich. Dann bekommt ihr alle Bänder.“ Doch so funktioniert das Spiel nicht und Rosemarie bringt sich erst recht in Gefahr. „Gute Huren sind diskret“, drohen ihr nun unverhohlen ihre ehemaligen Freier.
Zeitgleich mit einer Blaulicht-Sirene ist die nüchterne Stimme eines Radiosprechers zu hören: „In ihrer Wohnung in der Frankfurter Innenstadt wurde heute Nachmittag das Mannequin Rosemarie Nitribitt tot aufgefunden. Das Mädchen ist vermutlich ermordet worden.“
Erneut betritt die Trauer-Prozession, die schon den ersten Akt eröffnete, die Bühne: „Rosemarie, Rosemarie, du lebtest zu gierig und zu schnell. Rosemarie, Rosemarie, Engel im schwarzen SL.“

## Songs

### Erster Akt
| Songs                   | Interpreten                |
| ----------------------- | -------------------------- |
| Engel im schwarzen SL   | Ensemble                   |
| Die Hure läuft mit Geld | Stripteasetänzerinnen      |
| Du bist der Mann        | Rosemarie                  |
| Rosemarie               | Konrad Hartog              |
| Maskerade               | Marga und Konrad Hartog    |
| Atemberaubendes Paar    | Rosemarie und Hartog       |
| Herrenreiterei          | Ensemble                   |
| Kalte Wände             | Alfons Bruster             |
| Jupiter oh Jupiter      | Endrikat und Sekretärinnen |
| Spielregeln             | Rosemarie und Hartog       |
| Herz aus Eisen und Eis  | Rosemarie und Ensemble     |

### Zweiter Akt
| Songs                      | Interpret              |
| -------------------------- | ---------------------- |
| Zaubermaus aus Trizonesien | Lilli und Ensemble     |
| Pas de deux der Macht      | Bernhard Schmitt       |
| Baby Doll                  | Rosemarie und Ensemble |
| Bordsteinschwalben         | Lilli und Ensemble     |
| Rosemarie (Reprise)        | Konrad Hartog          |
| Weißt Du noch-Tango        | Lilli und Elli         |
| Unschuld                   | Marga                  |
| Die Nacht                  | Rosemarie              |
| Gute Huren sind diskret    | Ensemble               |

## Ensemble
- Anna Montanaro (Rosemarie Nitribitt)
- Bernhard Bettermann (Konrad Hartog)
- Tom Zahner (Bernhard Schmitt)
- Norbert Lamla (Alfons Bruster)
- Christa Wettstein (Marga von Rahn)
- Karin Kern (Berta Endrikat)
- Brigitte Oelke (Lilli)
- Ensemble Damen: Patricia Hodel, Patricia Aulitzky, Michaela Kaiser, Stefanie Kock
- Ensemble Herren: Carlo Lauber, Hendrik Zietz, Alexander Kerbst
- Swings: Christiane Dechantsreiter, Beat L. Kilian

## Beteiligte

### Kreativteam
- Dirk Witthuhn (Regie, Buch und Liedtexte)
- Heribert Feckler (Komponist, Arrangeur und Musikalischer Leiter)
- Paul Kribbe (Choreographie)
- James de Groot (Choreographie)
- Manfred Gruber (Bühnenbild)
- Erika Sternberg (Maskenbild)
- Christiane Luz (Kostümbild)
- Peter Bothmann (Lichtdesign)
- Cedric Beatty (Tondesign)

### Produktions-Team
- Produktionsleitung: David de Zwaan
- Regieassistenz: Marcus Haseloff
- Dance Captain: Patricia Hodel
- Technische Leitung: Andreas Nabrotzky
- Beleuchtungsmeister: Peter Bothmann
- Bühnenmeister: Oliver König
- Ton/Production Engineer: Thomas Lürken, Roland Schmid
- Stage Management: Silvia Lamprecht-Frank, Marcus Haseloff
- Requisite/Bühnentechnik: Uli Kieserling
- Produzenten: Thomas Krauth und Andrea Friedrichs

Information zur Produktionsgesellschaft: Das Mädchen Rosemarie wurde vom Musical-Produzenten Thomas Krauth auf die Bühne gebracht. Zu seiner Theatergruppe in NRW zählten die drei Musicalhäuser Capitol Theater Düsseldorf, Musical Dome Köln und Starlight Express Bochum.

## Rezeption des Musicals in den Medien
Die Uraufführung des Musicals fand bundesweit in der Presselandschaft Beachtung. Einige Pressestimmen im Überblick:
- „Das ist Düsseldorfs neuer Beitrag zur Musicalkultur. Wer Anna Montanaro in der Titelpartie erlebt, ahnt die Saugkraft von platinblondem Haar und Wespentaille.“ (Die Zeit[2])
- „Regisseur Dirk Witthuhn würzt Historisches mit aktuellen Details, parodiert das frisch erwachte Selbstbewusstsein der Nachkriegsnation.“ (Frankfurter Allgemeine Sonntagszeitung[3])
- „Nun bringt es Rosemarie Nitribitt zur Musical-Heldin. Sehr kurzweilig schildern in Düsseldorf Dirk Witthuhn (Buch und Regie) und Heribert Feckler (Musik) das Schicksal der Edelhure.“ (Der Spiegel[4])
- „'Das Mädchen Rosemarie' setzt auf Musik und Schauspieler. Das zeigt, dass neben den Großproduktionen und Nostalgierevuen noch eine andere Musicaltradition weiter lebt.“ (Die Welt[5])
- „Das ist etwas Neues im Erlebnisparadies Musical!“ (Rheinische Post[6])
- „Das Musical kommt nicht vom Broadway oder aus dem Londoner Westend. Es ist ein deutsches Stück und erzählt die Geschichte um den Aufsehen erregenden Mord an der Edelprostituierten Rosemarie Nitribitt – dem ersten Gesellschaftsskandal im Deutschland der Nachkriegszeit.“ (Neue Westfälische[7])
- „Geschickt verschachtelt der Regisseur Witthuhn das 50er-Jahre-Klima aus 'wir sind wieder wer' und neuer deutscher 'Herrenreiterei' mit der Geschichte um das begehrenswerte Callgirl, einer Frau, die sich weder um die geltenden Konventionen noch um Klatsch und Tratsch schert, die den reaktionären Mief des Jahrzehnts begleiten. Ein bisschen erinnert die Platin-Blondine mit den kirschroten Lippen an Marilyn Monroe: der Musical-Star Anna Montanaro verleiht ihr gleichzeitig Sex-Appeal und eine Portion Verletzlichkeit, die langsam aber sicher zu Trotz und Wut werden.“ (Kölner Stadt-Anzeiger[8])

## Trivia
Häufige Erwähnung fand die Inschrift des Grabsteins von Rosemarie Nitribitt auf dem Nordfriedhof in Düsseldorf: „Nichts Besseres darin ist, denn fröhlich sein im Leben.“

## CDs und DVDs
- CD Das Mädchen Rosemarie, Soundtrack mit Auszügen der Original-Inszenierung des Capitol Theaters Düsseldorf, mr. heartbeat records, 2003 Th. Krauth GmbH, HR 0005, Labelcode: LC12534
- DVD Das Mädchen Rosemarie, Uraufführung des Capitol Theaters Düsseldorf, Live-Aufzeichnung vom 2. Mai 2004, mr. heartbeat records, Th. Krauth GmbH